# ديمبا تراوري
ديمبا تراوري (بالسويدية: Demba Traoré؛ بالفرنسية: Demba Traoré) هو لاعب كرة قدم سويدي ومالي في مركز الدفاع، ولد في 22 أبريل 1982 في ستوكهولم في السويد. لعب مع أيك سولنا وفورتونا سيتارد وكامبريدج يونايتد ونادي إنفيلد ونادي بانيتوليكوس ونادي فاسالوندس.